# Eddie Defacq

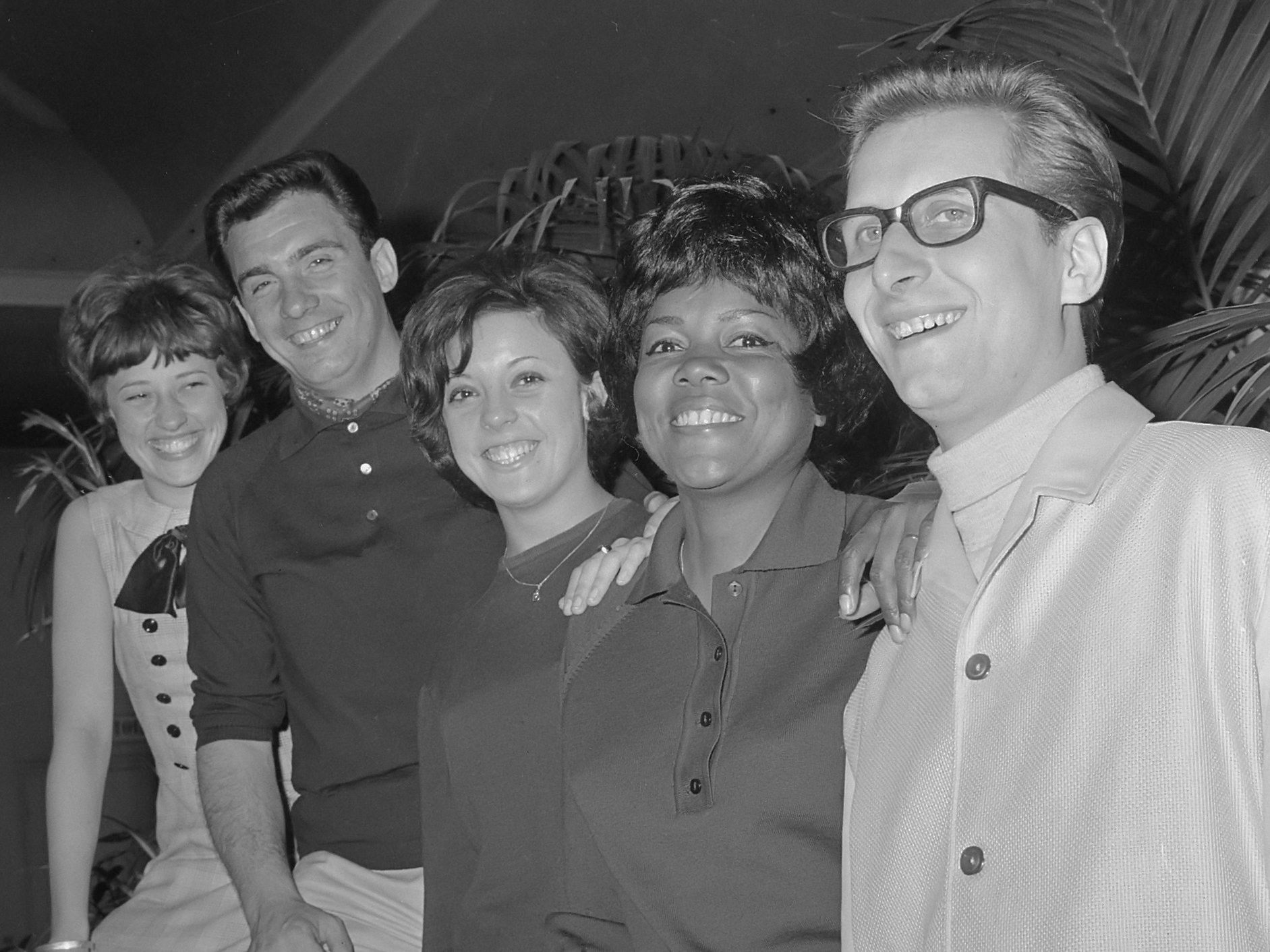
V. l. n. r. Tonia, Maurice Dean, Liliane, Cecily Forde und Eddie Defacq (1965 beim Songfestival von Knokke)

Eddie Defacq (auch Eddy Defacq; * 29. Dezember 1933 in Ixelles bei Brüssel; † 12. Juli 2013 in Namur) war ein belgischer Jazz-Klarinettist, der zeitweilig auch als Chansonnier wirkte.
Defacq war ein Enkel von Jean Volders, des Mitbegründers der Maison du peuple in Brüssel. Bereits mit 14 Jahren  spielte er in Brüssel  mit Django Reinhardt. 1952 gehörte er zu Roger Mourliau und dessen Orchestre New-Orléans. 1954 wurde er als bester Klarinettist mit dem «Prix Carlos de Radzitzky» ausgezeichnet, im Folgejahr erhielt er den «Prix Benny Goodman». Ab 1956 war er in Skandinavien, Italien, Ägypten und dem Kongo als Musiker unterwegs. Nach Tom Lord entstanden jedoch keine Aufnahmen im Jazzbereich.
In den folgenden Jahren betätigte er sich als Komponist, Songwriter  und Interpret von Chansons; 1964 erschien bei Philips sein Debütalbum nach Gedichten von Jules Maresceaux (Paysans). 1965 nahm er im belgischen Team am Songfestival von Knokke teil. Im selben Jahr veröffentlichte er das Album Rembrandt, 1967 Les Mariniers mit Arrangements von Roland Thyssen. In seinen Liedern um 1970 besang er seine ostbelgische Heimat („L’Eté dernier à Liège“ 1967, „Wallonie et Waterloo“ 1968); 1970 erschien bei Polydor das Album Mon pays, 1975 Je suis n’de brumes du Nord und im Rubens-Jahr 1977 das Album Rubens. Defacq schrieb auch Chansons für seine Töchter, die als Kinderstars Karine et Rebecca zwischen 1964 und 1968 Karriere machten. Nach 1988 wendete er sich wieder dem Jazz zu, spielte mit einem Quartett im Stil von Benny Goodman. Im Jahr 1997 erschien ein Album mit „Jazz pantonal.“